# 胡安·贝拉斯科·阿尔瓦拉多
胡安·弗朗西斯科·贝拉斯科·阿尔瓦拉多（Juan Francisco Velasco Alvarado；1910年6月16日－1977年12月24日），秘鲁将军和政治家，1968年—1975年任总统。原任陆军总司令，1968年发动军事政变后，建立军政府。
贝拉斯科对美国采取了对抗性的外交政策，他推动重新谈判条约，并批评他所认为的拉丁美洲国家对美国的有害依赖。虽然贝拉斯科加强了秘鲁与苏联的关系，但他坚决反共。他的外交政策被称为“第三条道路”

## 早年
胡安·贝拉斯科出生于秘鲁北海岸皮乌拉附近的卡斯蒂利亚市。他是医疗助理曼努埃尔·何塞·贝拉斯科和克拉拉·鲁斯·阿尔瓦拉多的儿子，他们有11个孩子。贝拉斯科将自己的年轻描述为“有尊严的贫困，在皮乌拉当擦鞋男孩”。
1929年，他登上一艘前往秘鲁利马的船，伪造了自己的年龄，并试图应征入伍成为秘鲁军队的一名军官。然而，他考试迟到了，所以他在1929年4月5日以二等兵的身份进入军校。一年后，他参加了乔里约斯军事学校的竞争性考试，并获得了所有申请者中的最高分。1934年，他以优异的成绩毕业，并在班上名列前茅。
1940年，他与孔苏埃洛·冈萨雷斯·波萨达结婚，并育有几个孩子。
1955年晋升上校。历任乔里约斯军校教官、校长，步兵学校校长，秘鲁驻法使馆武官，第一军区参谋长，陆军参谋长等职。

## 反对贝朗德总统的政变
在费尔南多·贝朗德执政期间（1963-1968），政治争端成为常态，因为他在国会中没有多数席位。贝朗德总统与由APRA-UNO（全国民主联盟）联盟主导的国会之间，甚至总统与他自己的人民行动党之间的激烈争论都很常见。国会继续谴责贝朗德政府的几个内阁，并认为总体政治不稳定。
此外，在1964年至1965年期间，军队被派去应对两次受古巴革命启发的军事起义。通过使用游击战术，由埃克托·贝哈尔和哈维尔·埃劳德指挥的民族解放军（ELN）以及由APRA激进分子路易斯·德·拉·普恩特·乌塞达和吉列尔莫·洛瓦东领导的革命左翼运动（MIR）都试图煽动革命，但没有成功。然而，这些冲突导致几名军官前往该国最贫困的地区，在目睹了该国的现实并研究了导致起义的原因后，他们开始将社会不平等和贫困视为对国家安全的威胁。
与国际石油公司就秘鲁北部拉布雷亚·帕里尼亚斯油田许可证的纠纷引发了一场全国性的丑闻，一份合同的关键页（第11页）被发现丢失。武装部队担心这一丑闻可能导致另一场起义或APRA党的接管，夺取了绝对权力并关闭了国会，几乎所有国会议员都被短暂监禁。贝拉斯科将军于1968年10月3日在一场不流血的军事政变中夺取了政权，推翻了费尔南多·贝朗德的民选政府，他曾担任武装部队司令。贝朗德总统被流放。1968年10月8日，有争议的油田被军队接管，五天后，对政变的最初反应消失了。

## 军事独裁（1968-1975年）
政变领导人将他们的政府命名为武装力量革命政府，贝拉斯科担任总统。贝拉斯科政府表达了通过被称为Peruanismo（秘鲁人主义）的国有化制度为穷人伸张正义的愿望。贝拉斯科的统治以广泛的社会民主主义、发展主义和独立的民族主义政策为特征，旨在建立强大的民族工业，以增强秘鲁的国际独立性。为此，他将整个行业国有化，没收了从渔业到采矿、电信到电力生产等广泛活动的公司，并将其整合为以单一行业为中心的政府经营实体，并通过强制这些实体垄断和抑制这些部门的私人活动来加强政府对经济活动的控制。大多数改革都是由当时的左翼知识分子计划的。
政府实施了一项根本性的教育改革，旨在促进所有秘鲁人的包容性，并引导他们走向新的民族思维和情感方式；在这个系统中，穷人和最受排斥的人被优先考虑。印第安人节或秘鲁印第安人节变成了农民节或秘鲁农民节。这个节日定在6月24日，这是该国的传统节日，因为那天是冬至。
1972年的教育改革为占人口近一半的安第斯山脉和亚马逊地区的土著人民提供了双语教育。1975年，贝拉斯科政府颁布了一项法律，使克丘亚语成为秘鲁的官方语言，与西班牙语同等地位。然而，这项法律从未得到执行，并在1979年宪法生效时失效，根据该宪法，克丘亚语和艾马拉语只有在法律规定的占主导地位的地区才是官方语言，而这项法律从来没有颁布过。
贝拉斯科政治和经济战略的基石是通过命令实施土地改革计划，没收农场并使土地所有权多样化。在执政的前十年，革命政府征用了15000处地产（总计900万公顷），使约30万个家庭受益。贝拉斯科领导下的秘鲁土地改革是拉丁美洲历史上仅次于古巴的第二大土地改革。反对这一计划的前地主认为，他们被没收的资产没有得到足够的补偿，并对国家官员和农民受益人在没收后管理不善表示遗憾。反对该计划的地主还声称，征用更类似于没收，因为他们是以土地改革债券的形式支付的，这是一种主权债务，由于20世纪80年代末影响秘鲁经济的恶性通货膨胀时期，政府拖欠了这笔债务的付款，导致债券的当前价值存在争议，并导致对秘鲁政府长达十年的诉讼。
被罢免的贝朗德政府曾试图实施一项温和的土地改革计划，但在国会中被主要土地所有者支持的APRA-UNO联盟否决。在这一框架内，贝拉斯科政府实施了一项进口替代工业化计划，实施了严格的外汇和贸易管制。
贝拉斯科政府经济政策的成功至今仍有争议。随着秘鲁军政府陷入更深的债务，它被迫进行货币贬值并实施通胀政策。然而，这在一定程度上是由于20世纪70年代的能源危机，这场危机也影响到了秘鲁，使贝拉斯科政府无法为其一些最雄心勃勃的改革提供资金。在政府的领导下，经济增长是稳定的，如果不引人注目的话——从1968年到1975年，实际人均国内生产总值（2000美元不变）每年增长3.2%。
1971年，贝拉斯科将经济政策描述为旨在克服秘鲁资本主义的政策，并指出：
创建劳动共同体的各种法律总体上构成了对传统资本主义公司的改革。因此，它的参照系是该国现有的生产体系，即所有的经济公司。在这个领域，革命性的改革往往会大大改变传统的财产和生产关系。在考虑促进经济公司发展的措施的同时，革命性的立法保证所有工人逐步但确定地获得公司的利润、方向和财产。通过这种方式，我们促进了国家的经济发展，同时，我们根据武装部队在1968年10月3日的宣言中向国家承诺的革命原则和假设，改革了传统的资本主义公司。然而，正如土地改革一样，这里出现了所有真正创造性工作固有的理解困难，这是可以理解的。这就是为什么作为革命政府首脑，我也有责任明确我们在这方面的立场。首先，我们从未隐藏过开始建设非资本主义社会的意图。因此，我们的经济政策旨在克服秘鲁的资本主义制度，并因此对秘鲁资本主义公司的结构进行必要的深刻改革，这一点不足为奇。
在1975年的一次演讲中，贝拉斯科将他的革命描述为一场拒绝资本主义和共产主义的革命，他说
在对根本思想问题的公开处理中，存在明显的混乱主义。这种困惑源于那些不理解我们革命真正含义的人的错误陈述。但他的所有对手都利用了他。这一切的核心责任在于一些扭曲和混淆革命真实性质的因素，无论是在我们反对资本主义和共产主义的立场方面，还是在我们与捍卫这两种制度的传统政治团体和政党的关系方面。两者都是重要的问题。我必须清楚地提到他们。我再次重申，我们的革命旨在建立一种与资本主义和共产主义模式所提出的社会、经济和政治秩序截然不同的秩序。除了目的上的根本差异外，与那些维护这些制度有效性的人在政治策略、方法和行为上也存在决定性的差异。简而言之，从理论意识形态的角度来看，我们与资本主义和共产主义都没有本质上的共同点。在政治上，这意味着在秘鲁革命中，我们不能采取任何直接或间接支持当前或未来维护或胜利其挑战的制度的态度。换句话说，通过拒绝资本主义，我们拒绝了所有可能的亲资本主义。通过拒绝共产主义，我们拒绝了所有可能的共产主义。

## 外交和军事政策

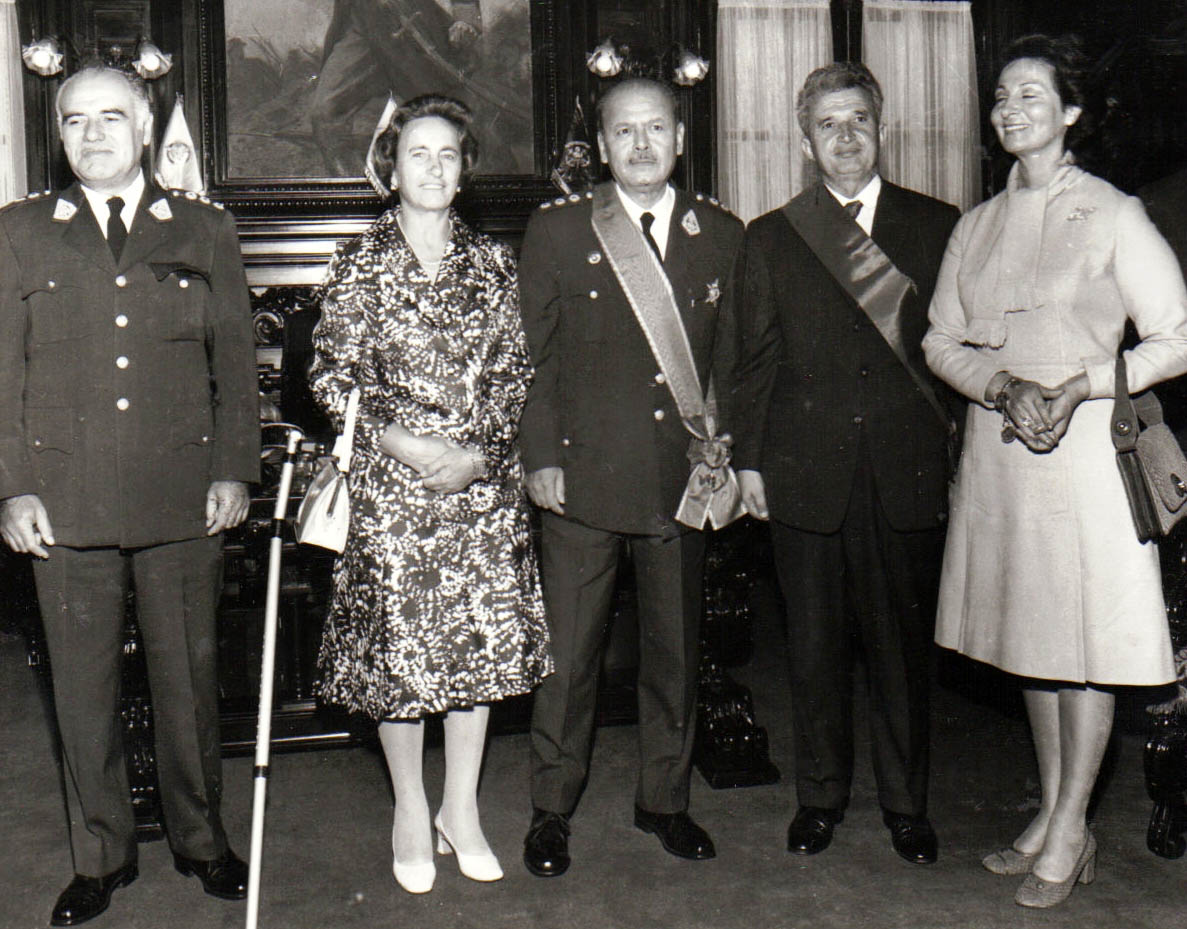
1973年，贝拉斯科在罗马尼亚会见总统尼古拉·齐奥塞斯库

在外交政策方面，与20世纪70年代的拉丁美洲同时代人（大多是右翼军事独裁政权）相比，他寻求与苏联集团建立伙伴关系，加强与古巴和菲德尔·卡斯特罗的关系，并大量购买苏联军事装备。
贝拉斯科将军及其军政府一上台，美国和秘鲁之间的关系就紧张甚至充满敌意。这是由于政府的社会主义倾向政策，但也因为秘鲁公众认为，美国通常首先支持其他国家，例如在领土争端中支持智利（尽管在塔拉塔争端中支持秘鲁），或在美国调解支持《萨洛蒙-洛萨诺条约》以补偿该国失去巴拿马的情况下支持哥伦比亚。
1968年贝拉斯科夺取政权仅五天后，将军就开始了秘鲁经济的国有化，征用和国有化位于秘鲁北部皮乌拉塔拉拉的美国国际石油公司（IPC）油田以及石油港口和炼油厂，皮乌拉靠近秘鲁与厄瓜多尔的边界，是贝拉斯科出生的地区。IPC征用是理查德·尼克松总统新政府的首批外交政策危机之一。约翰·尼科尔·欧文被任命为特别大使，负责谈判解决方案，并建议不要正式实施美国法律要求的制裁。最终，争议在一项更广泛的索赔协议的背景下得到了解决，该协议的制定允许秘鲁维持其不同意赔偿IPC的立场。
美国和秘鲁在一系列问题上仍存在分歧，甚至包括秘鲁对200英里捕鱼限制的主张，这导致几艘美国商业渔船被扣押，美国铜矿公司塞罗德帕斯科被没收。然而，尽管有这些挑衅行为，美国在1970年立即对秘鲁提供了人道主义援助，当时一场地震造成约5万人死亡，60多万人无家可归。

### 智利
贝拉斯科政府的另一个主要目标，除了秘鲁经济主要领域的国有化和土地改革外，是加强秘鲁的军事力量。尽管智利担心贝拉斯科计划重新征服秘鲁在太平洋战争中输给智利的土地，但这种说法一直存在争议。据估计，从1970年到1975年，秘鲁在苏联军备上花费了高达20亿美元（按2021年美元计算约为250亿美元）。根据各种消息来源，贝拉斯科政府购买了600至1200辆T-55主战坦克、装甲运输车、60至90架苏霍伊22战斗机、50万支突击步枪，甚至考虑购买英国半人马级轻型舰队航母堡垒号。
秘鲁购买的大量武器导致美国前国务卿亨利·基辛格和智利-美国支持的独裁者奥古斯托·皮诺切特将军于1976年会面。1999年，皮诺切特声称，如果秘鲁在1973年甚至1978年袭击智利，秘鲁军队本可以深入南部进入智利领土，可能在军事上占领位于圣地亚哥途中的智利城市科皮亚波。智利武装部队考虑发动一场预防性战争来保卫自己。然而，皮诺切特的智利空军将军费尔南多·马泰反对预防性战争，并回应说：“我可以保证秘鲁人会在战争的前五分钟摧毁智利空军”。一些分析人士认为，考虑到皮诺切特独裁政权是通过针对民选总统萨尔瓦多·阿连德的政变上台的，智利和美国官员对袭击的恐惧在很大程度上是不合理的，但对他们来说是合乎逻辑的。据消息人士透露，从智利军政府的角度来看，所谓的入侵计划可以被视为某种左翼反击的计划。学者郝思悌承认秘鲁的计划是修正主义的，但他声称背后更重要的问题是贝拉斯科·阿尔瓦拉多和皮诺切特政权之间的“意识形态不相容”，秘鲁会担心皮诺切特对智利在东南太平洋需要海军霸权的地缘政治观点。
智利人应该停止胡说八道，否则明天我将在圣地亚哥吃早餐。
——胡安·贝拉斯科·阿尔瓦拉多

## 推翻
经济困难，如通货膨胀、失业、粮食短缺和1974年镇压媒体后政治反对派的增加，最终增加贝拉斯科政府的压力，导致其垮台。1975年8月29日，一些著名的军事指挥官在南部城市塔克纳发动了政变，这个团体被称为“塔克纳索”（Tacnazo）。
第一、第二、第三、第四和第五军区的军事指挥官宣布，贝拉斯科没有实现“秘鲁革命”所代表的大部分目标，无法继续履行职责。根据新军政府的一致决定，总理弗朗西斯科·莫拉莱斯·贝穆德斯被任命为总统。
在被罢免之前，贝拉斯科已经重病至少一年了。他因栓塞失去了一条腿，据传他的认知能力和性格受到了相关循环系统问题的影响。政变发生时，他正在利马以东20公里的查克拉卡约区的总统冬季官邸休养。他立即呼吁在利马市中心的政府宫与部长理事会举行会议，在那里他发现几乎没有什么可做的。1975年8月29日晚，他向全国发表了最后一次演讲，宣布他决定不抵抗政变，因为“秘鲁人不能相互对抗”。

## 死亡和遗产

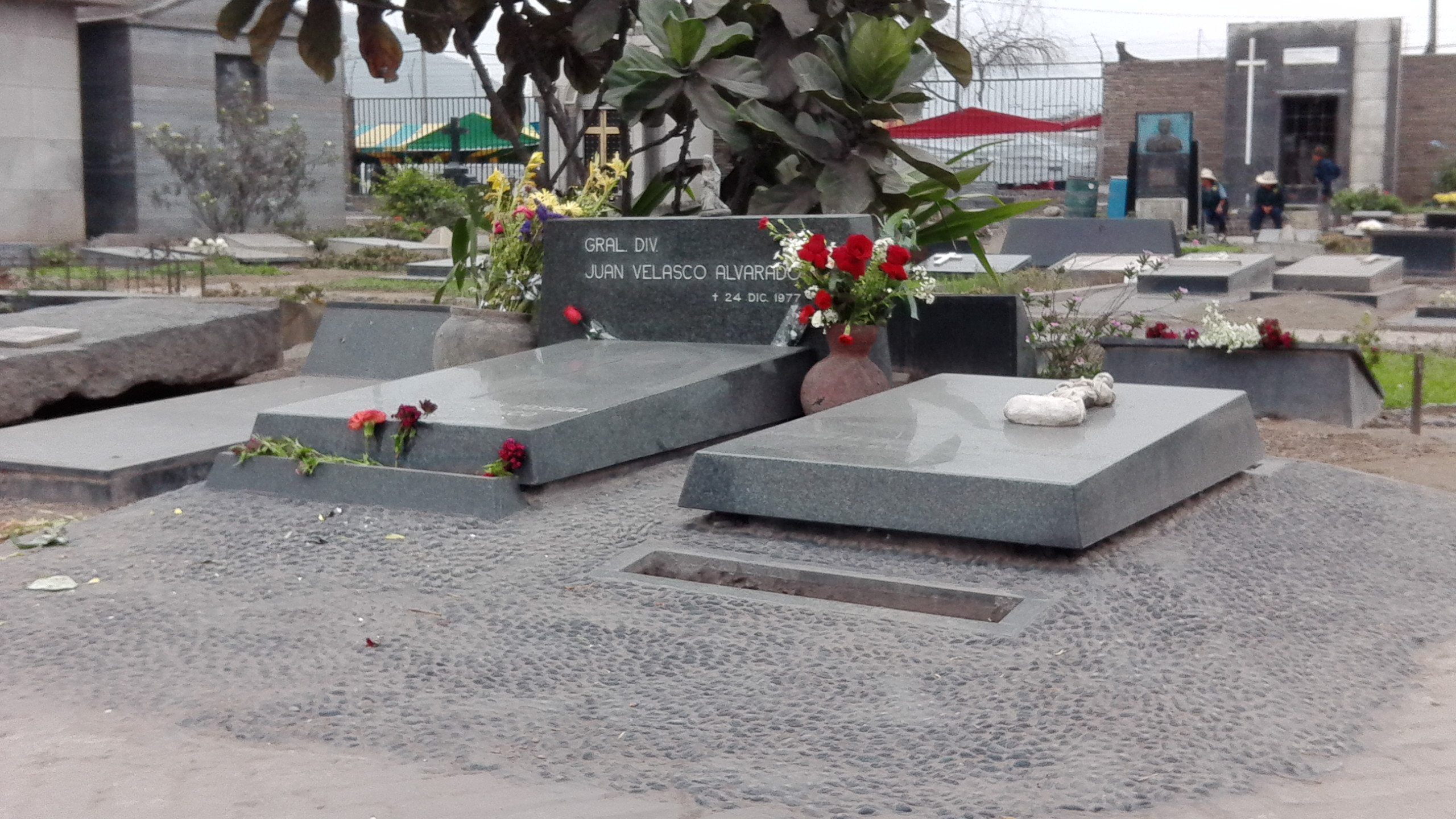
贝拉斯科的陵墓

政变后，贝拉斯科将军在秘鲁政坛一直保持低调，直到1977年去世。许多同情者参加了他的葬礼，以至于政府不得不在活动期间发表公报决议令。
由于国际市场在20世纪70年代从秘鲁出口转向其他国家，贝拉斯科巩固典型出口行业的努力徒劳无功，并导致了债务负担。此外，他的政府对国家的中央集权负有部分责任。土地改革后，随着人们迁入利马和其他沿海城市，全国各地开始出现城市化。贝拉斯科政府未能充分管理涌入的人口，以及随后政府对这一问题的漠不关心，导致了秘鲁城市周围贫民窟的形成。
1974年，当时相对不为人知的乌戈·查韦斯和大约十几名学员和士兵，都是年轻人，前往秘鲁阿亚库乔庆祝这场同名战役150周年。在那里，贝拉斯科将军亲自迎接了他们。贝拉斯科送给他们每人一本袖珍版的《秘鲁民族革命》。学员们还注意到，贝拉斯科被认为与秘鲁群众和秘鲁军队的普通士兵关系密切。查韦斯迷上了这本书，并将研究其内容，并不断随身携带。然而，查韦斯后来在因领导1992年委内瑞拉政变企图被捕后失去了它。25年后，作为总统，查韦斯下令仅以微型蓝色小册子的形式印刷数百万份政府的新《玻利瓦尔宪法》，这是对贝拉斯科礼物的部分致敬。